# Полк полиции специального назначения имени Героя России А. А. Кадырова
Полк полиции специального назначения имени Героя Российской Федерации А. А. Кадырова — полк полиции Министерства внутренних дел России по Чеченской республике (МВД по ЧР), дислоцирующийся в городе Грозном, Чеченская Республика.

## История
Полк был образован в 2004 году.
В 2017 году Указом Главы Чеченской Республики 5 сотрудников полиции были награждены медалью «За заслуги перед Чеченской Республикой», еще 5 полицейских — медалью «Защитнику Чеченской Республики», и 10 — Благодарственными письмами Главы Чеченской Республики, 5 полицейских были награждены нагрудными знаками «За отличие в борьбе против терроризма» — ведомственной наградой МВД по ЧР.
В 2019 году командиром полка патрульно-постовой службы полиции имени Героя Российской Федерации А. А. Кадырова МВД по Чеченской Республике назначен З. А. Чалаев.
20 января 2021 года глава Чечни Р. А. Кадыров объявил об уничтожении в Катар-Юрте группы боевиков во главе с Асланом Бютукаевым. Спецоперацию провели бойцы полка полиции специального назначения имени Ахмата Кадырова. После этой спецоперации в Чечне не осталось лидеров вооруженного подполья.
В марте 2021 года полк оказался в центре скандала после того, как «Новая газета» опубликовала рассказ бывшего бойца полка Сулеймана Гезмахмаева о внесудебных казнях в Чечне. Родственники бойцов полка на митинге обвинили автора статьи Елену Милашину в провокациях. Публикация вызвала резонанс за пределами России; комиссар по правам человека Совета Европы Дунья Миятович 19 марта призвала власти России расследовать изложенные в «Новой газете» сведения. Глава Чечни Рамзан Кадыров заявил, что бывший сотрудник полка Сулейман Гезмахмаев выдумал эту историю для получения политического убежища в Европе.

В 2022 году полк принимает участие во вторжении России на Украину.
В феврале 2023 года на международных соревнованиях спецподразделений UAE SWAT Challenge-2023 в Дубае (ОАЭ) команда полка полиции специального назначения имени Ахмата Кадырова выиграла общий зачёт.

## Командиры
- Чалаев, Замид Алиевич (позывной — «Ахмат-1») — старший командир спецполка[3].
- Уцмигов, Межед (позывной — «Моджахед») — заместитель старшего командира спецполка[4].
- Таймасханов, Иса (позывной — «Хамас») — командир подразделения спецполка[4].
- Гучигов, Ильман (позывной — «Скала») — командир подразделения спецполка[4].
- Даудов, Майрбек (позывной — «Медведь») — командир подразделения спецполка[4].
- Ибриев, Тимур (позывной — «Талиб») — командир подразделения спецполка[5].
- Ахматов, Муса — командир подразделения спецполка[5].
- Димаев, Заур Ломалиевич — подполковник, заместитель командира 4-го батальона спецполка († 2022 Украина)[6].